# Boldklubben 1893 København
El Boldklubben af 1893 o B 93 o Boldklubben 1893 København és un club de futbol danès de la ciutat de Copenhaguen.
El club te els seis orígenes en dos altres clubs de la ciutat de Copenhaguen. El 1893, dos clubs de la ciutat, el Melchioraner BK (fundat el 1885) i el Osterbros BK (fundat el 1887) es van dissoldre. Alguns membres d’aquests dos clubs van fundar, el maig de 1893 el Cricketklubben fa 1893 o C93. El 1896 va canviar el nom a B.93. Fou un dels clubs punters al futbol danès a inicis del Segle XX. Actualment juga a la 2Division danesa, és a dir el tercer nivell de competició del país. Juga els seus partits a l'estadi Østerbro, a Østerbro, Copenhaguen.

## Palmarès
- Lliga danesa de futbol (9): 1916, 1927, 1929, 1930, 1934, 1935, 1939, 1942, 1946
- Copa danesa de futbol (1): 1982

- 35 temporades a la primera divisió danesa
- 28 temporades a la segona divisió danesa
- 11 temporades a la tercera divisió danesa

## Jugadors destacats
- Jan Hoffmann
- Michael Jakobsen
- Daniel Jensen
- Niclas Jensen
- Per Krøldrup
- Mirko Selak
- Magnus Troest